# Wang Chiu-chiang
Wang Chiu-chiang (en chino tradicional y simplificado, 王久江; pinyin, Wáng Jiǔjiāng; bopomofo, ㄨㄤˊ ㄐㄧㄡˇ ㄐㄧㄤ /ˈwæŋ tʃiuˈtʃæŋ/; romanización sichuanesa: Uang Chiu-chiang; Santai, Mianyang, Sichuan, 1957), también conocido como 王九江 (Wang Jiujiang), es pintor sichuanés cuya obra principalmente parte de una relación con y desde la naturaleza, mediante la reinterpretación del estilo tradicional del shan-shui. Con la obra Canto de sutra, fue Premio a la Excelencia de la Asociación de Artistas de China en 2003, y está clasificado como artista nacional de primera clase de China. También es coleccionista de antigüedades.

## Trayectoria

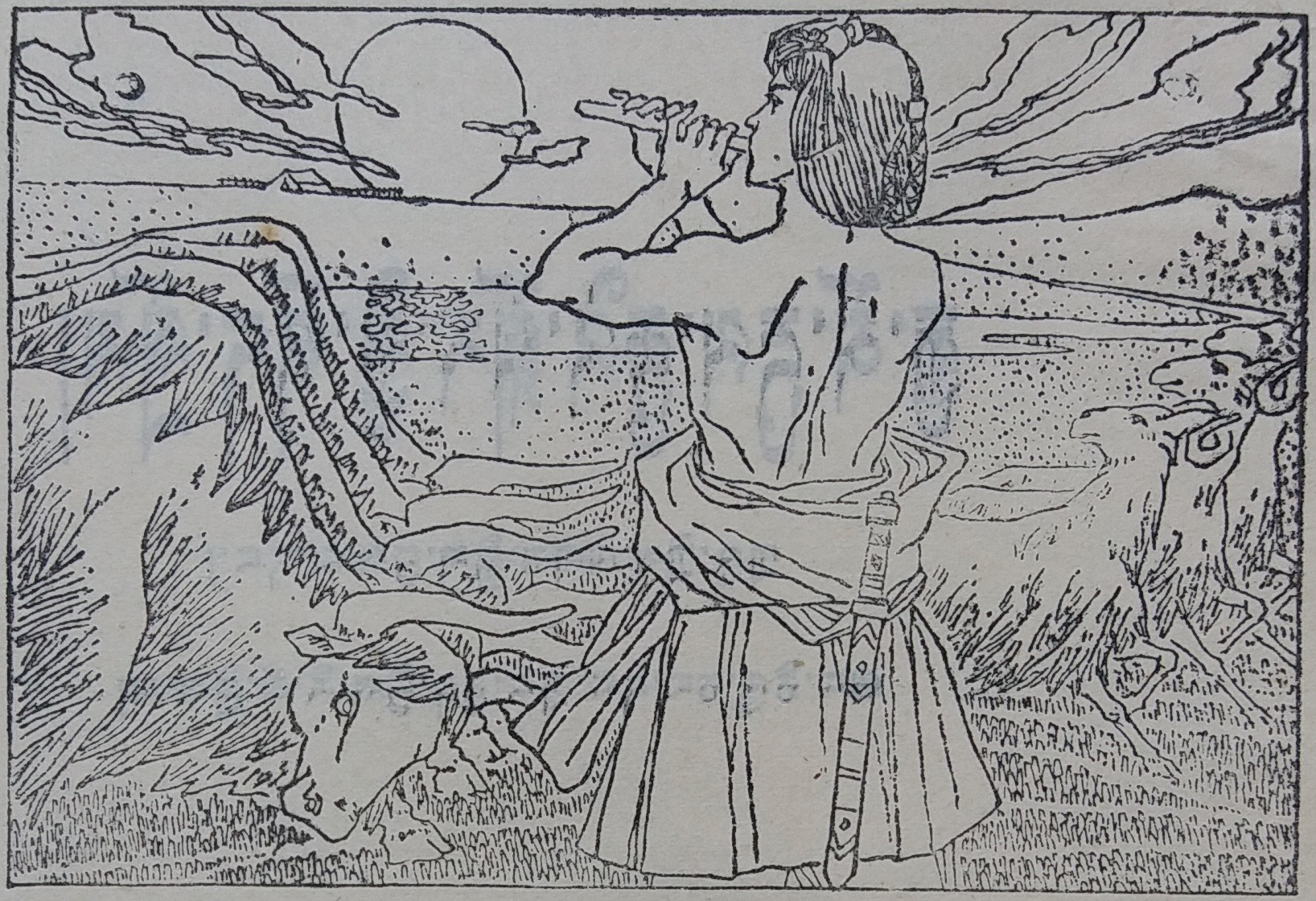
Una ilustración para El cisne, un libro álbum en tibetano publicado en 1982.

Vivió en el Tíbet durante más de diez años, desde el año 1976 al 1986, se desempeñó como director de arte de la región militar del Tíbet. En 1982, creó las ilustraciones para dos álbumes ilustrados que relatan los folclores tibetanos, La historia de Akhu Tönpa y El cisne. Este último ganó un segundo premio en la Exposición de Bellas Artes de la Región Autónoma del Tíbet. En 1986, con La eternidad, una pintura tallada en madera, recibió el Premio a la Excelencia Creativa en la quinta Exposición de Bellas Artes del Tíbet; y varios de sus bosquejos fueron publicados en el periódico tibetano Lhasa Evening, en el mismo año.
Su obra El entierro celestial ganó el Premio de Honor en la Competición Nacional de la Pintura de Género en 1988, y Melodía de otoño en las montañas del rrmea ganó el tercer premio en el Gran Concurso de las Pinturas Chinas celebrado en la ciudad de Shenzhen en 1989. Su obra Otoño profundo, por la que recibió un premio a la excelencia en 1993, ha sido aceptada e incluida en la colección de la Academia de Poesía, Caligrafía y Pintura de Sichuan. Su xilografía El pastor fue exhibida en la octava Exposición Nacional de Arte en 1994, y Meseta dorada exhibida en la Exposición Nacional de las Pinturas Chinas en 2002.
En 2003, fue premiado por la obra Canto de sutra (también, Praying; 220 cm × 126 cm)—una pintura del estilo de «neo-shanshui»—con el premio Excellence Prize de la Asociación de Artistas de China, mientras se mostraba en la Gran Exposición de las Pinturas Chinas.
En 2018, Montañas envueltas en nubes junto al lago Tieh-hsi, una pintura hecha en un estilo de shan-shui relativamente más tradicional, fue presentada en la primera Exposición de Bellas Artes de Mianyang. También participa cada año en la Ink and Wash Fucheng Invitational Art Exhibition, una exposición anual celebrada en el distrito de Fucheng, Mianyang.
Aparte de las pinturas de shan-shui, también creó gouaches, óleos y algunas obras expresionistas abstractas durante sus años como joven adulto.

## Crítica
Zhang Shiying, pintor profesional de Cantón, cuando hablaba de las obras de Wang, afirmando: «Una sensación de frescura, por la vista espaciosa y espíritu libre; una sensación de brillo, por la ausencia de desolación y melancolía».

## Galería

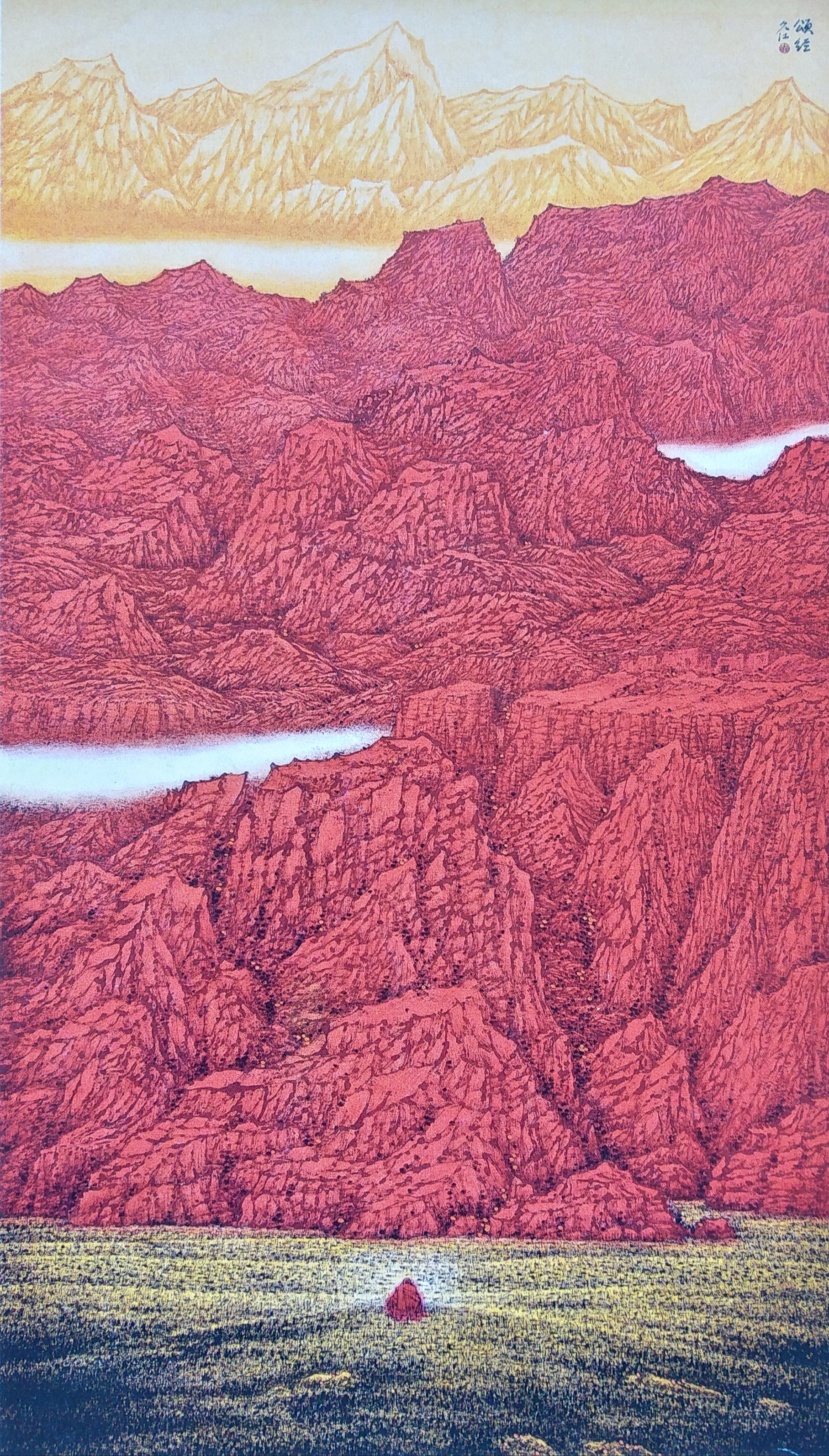
Canto de sutra
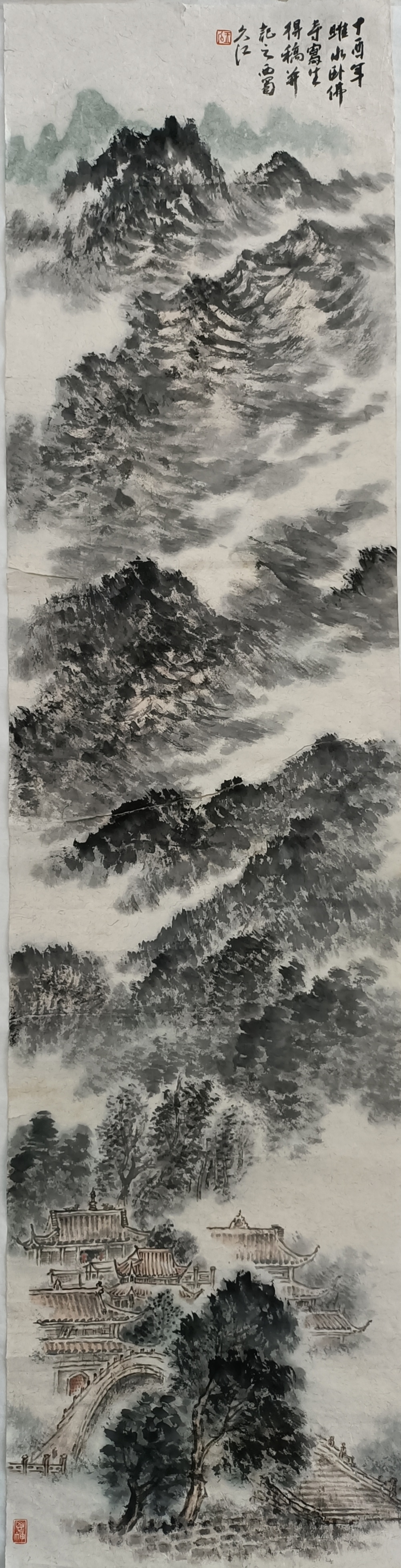
Templo del Buda Reclinado
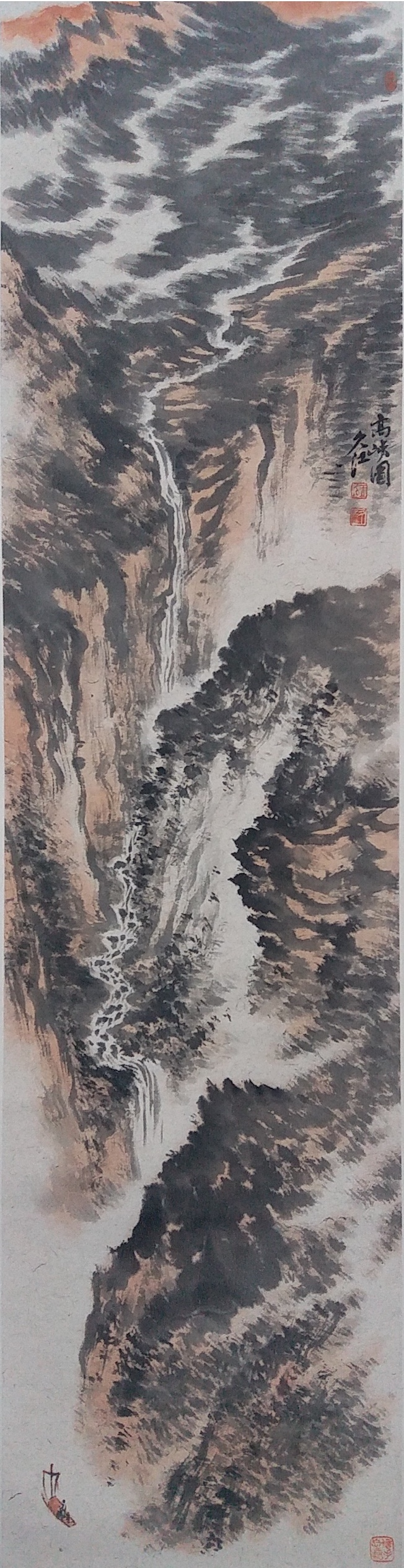
Gran cañón del río
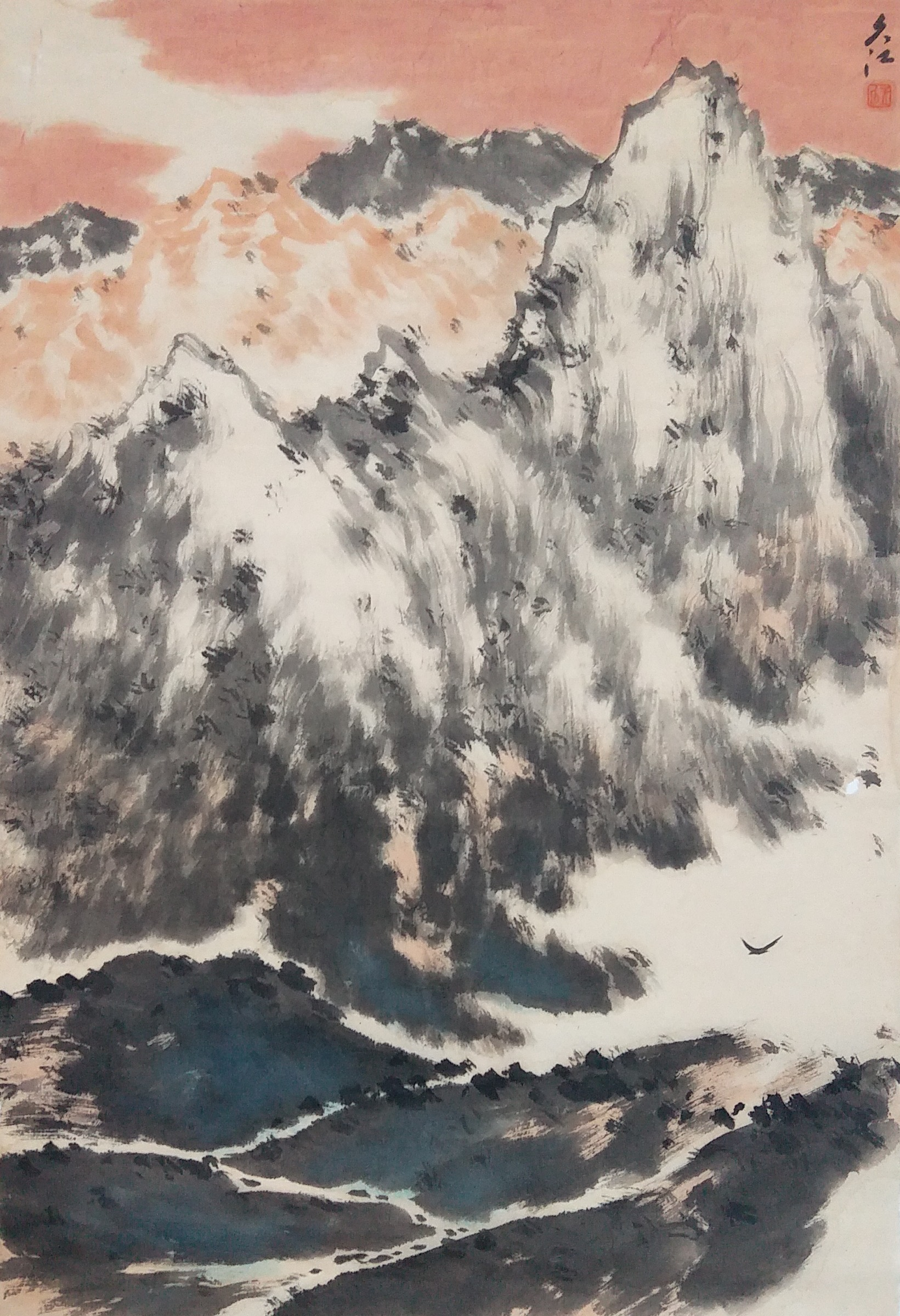
Tierra de los halcones
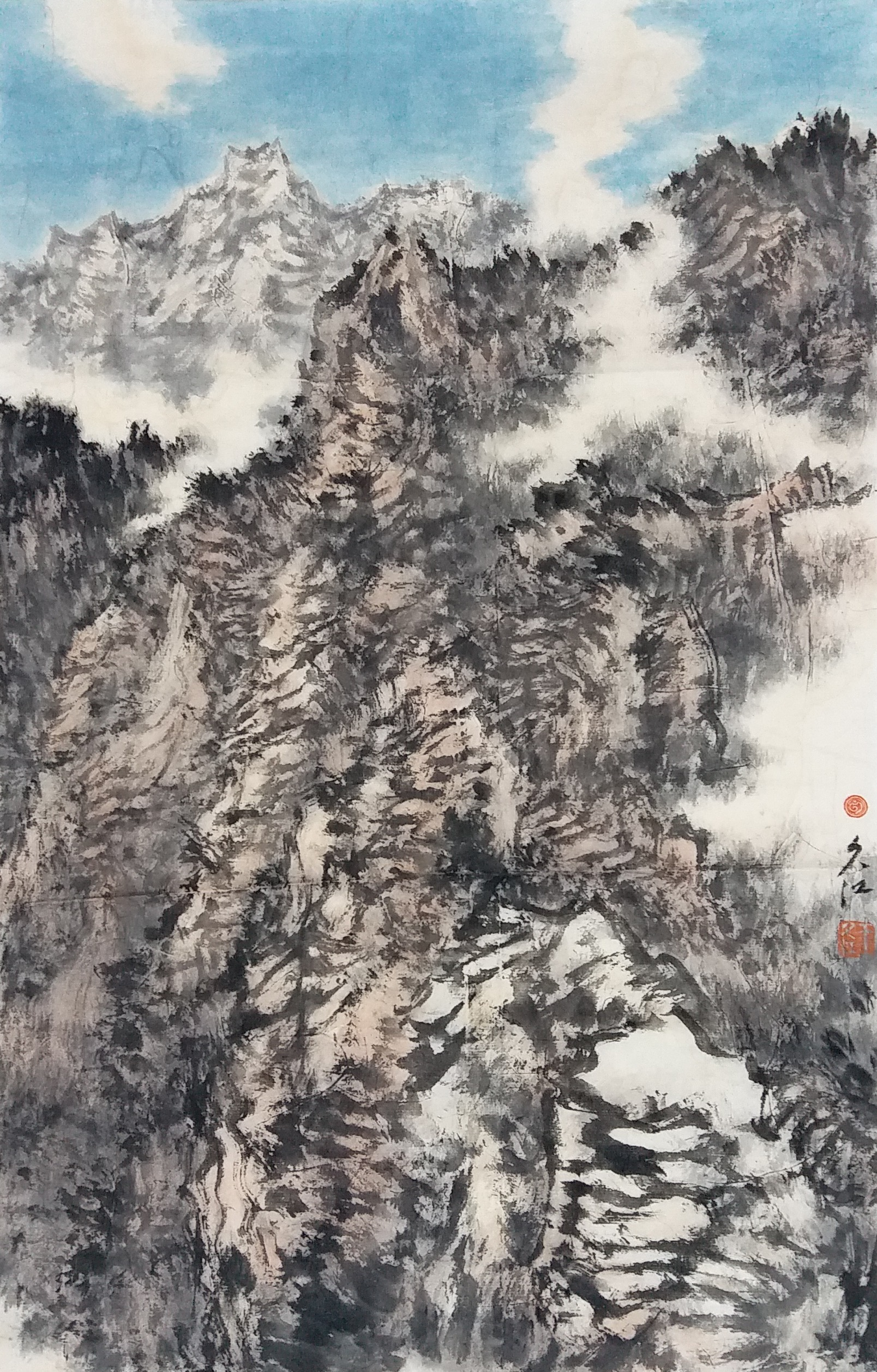
Montañas en Lung-nan
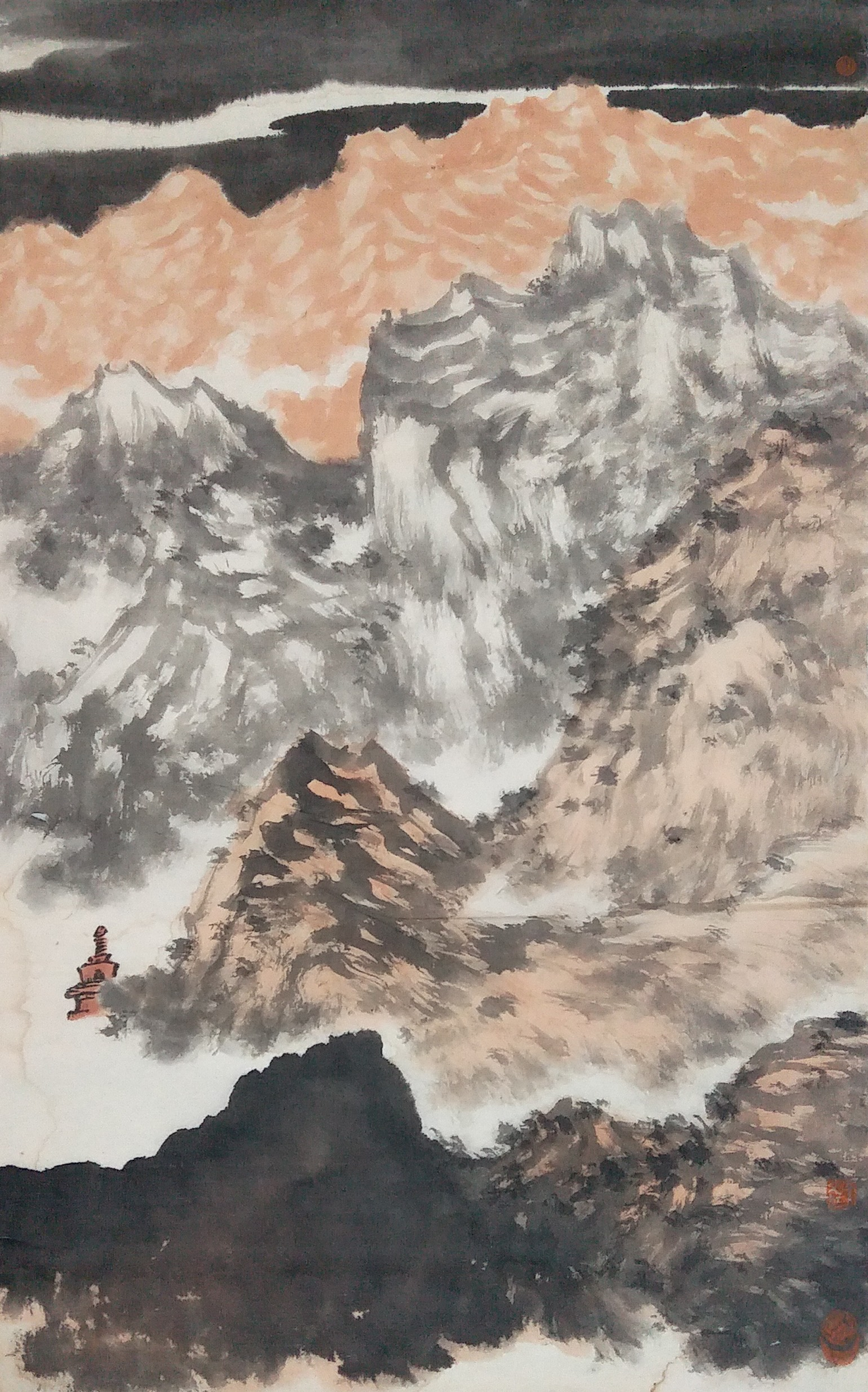
Paisaje tibetano, n.º 3
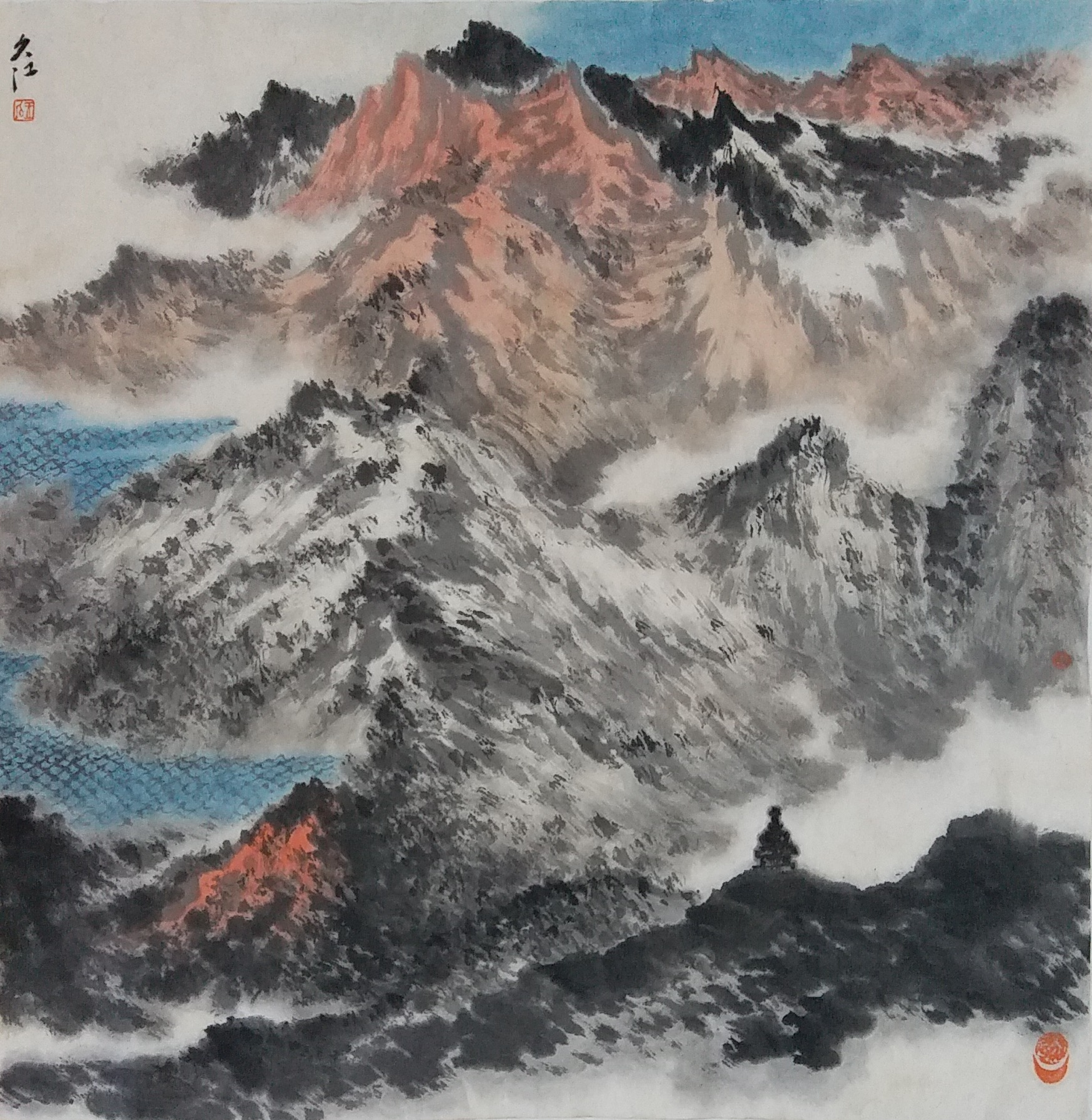
Paisaje tibetano, n.º 4
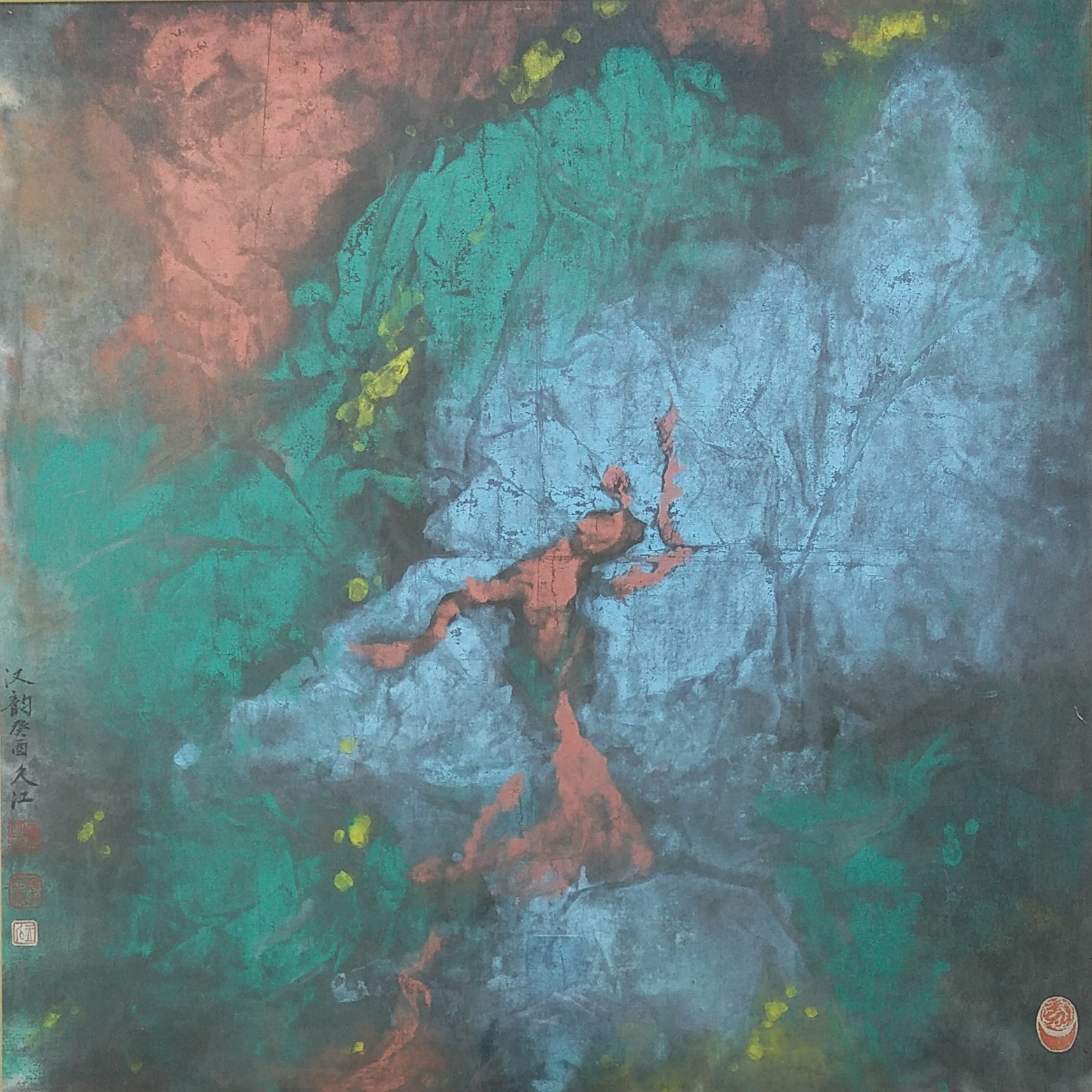
Ecos de la melodía de la dinastía Han
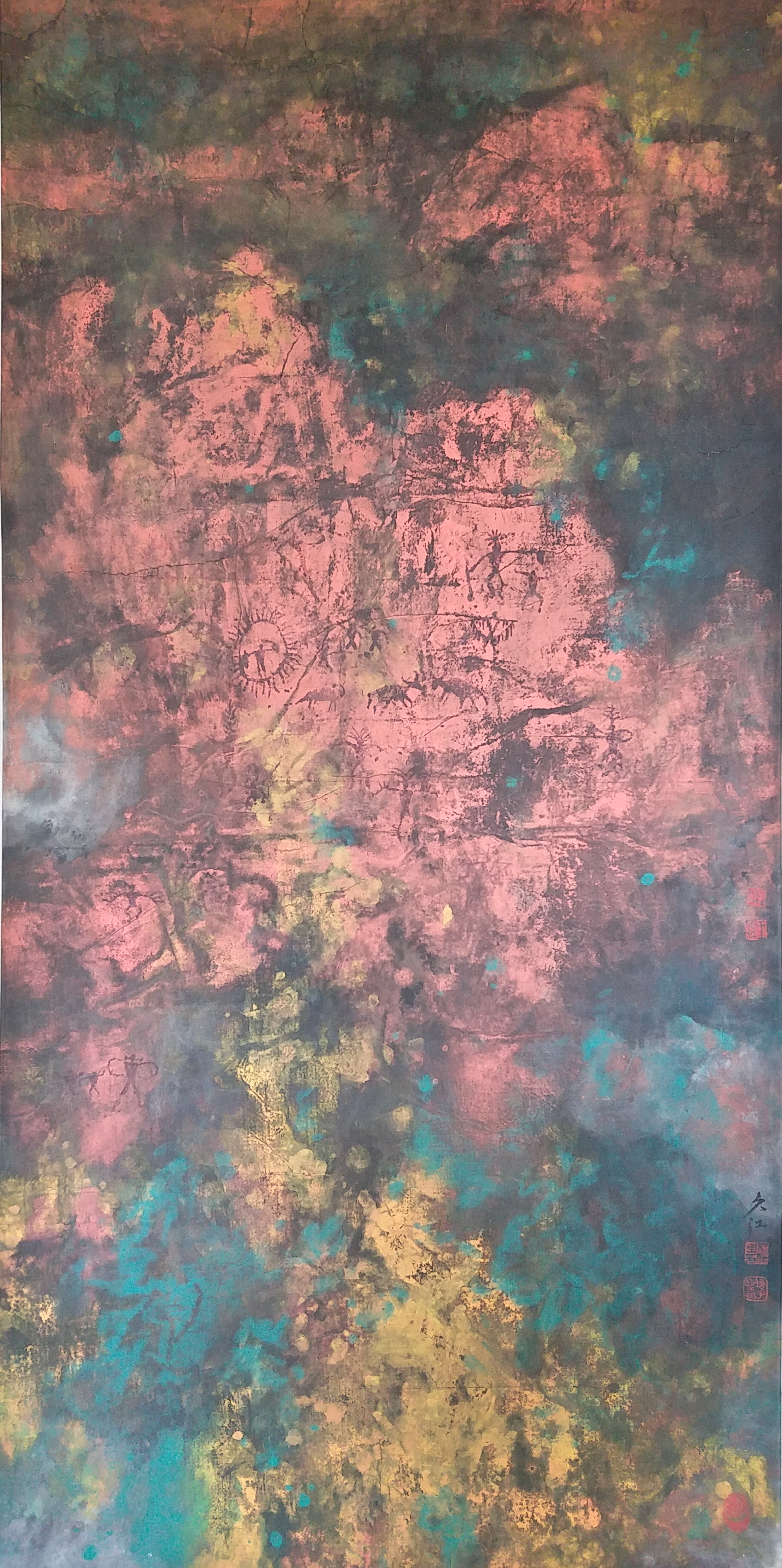
Tótem antiguo
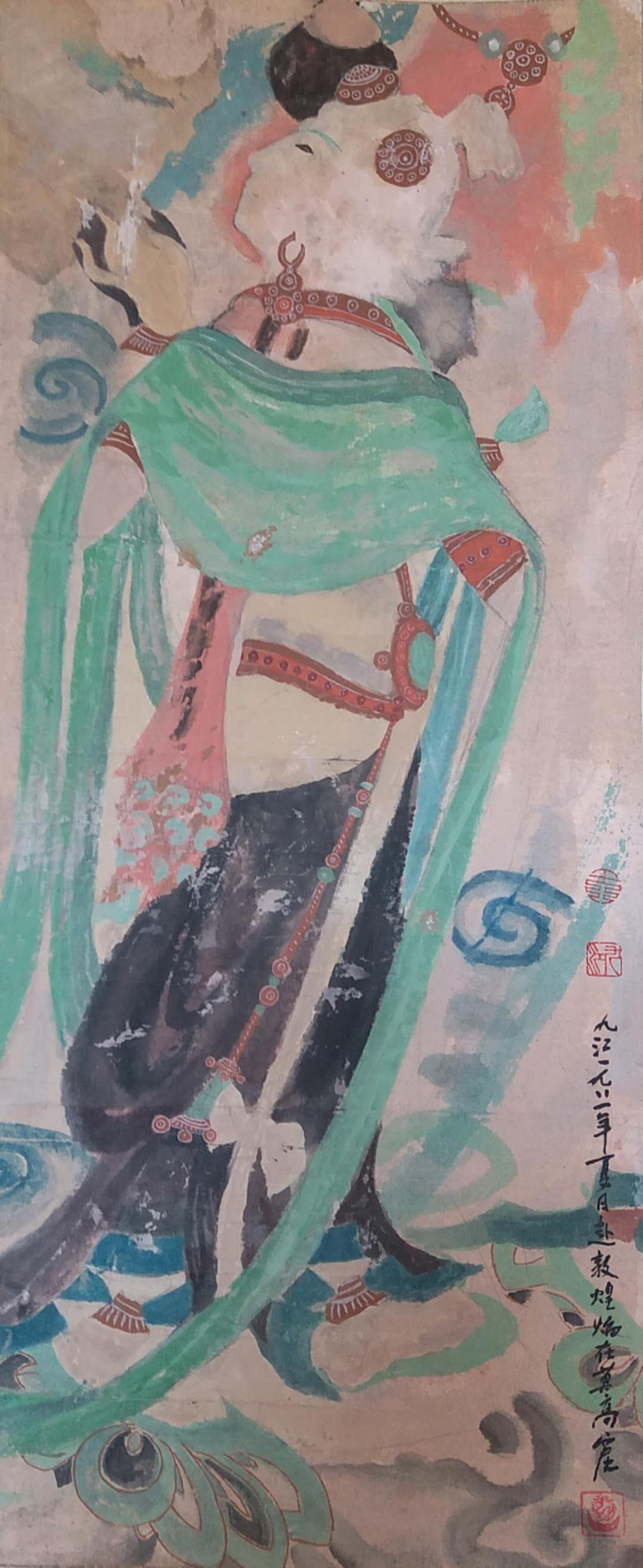
Réplica de un fresco de una figura budista de las grutas de Mo-kao
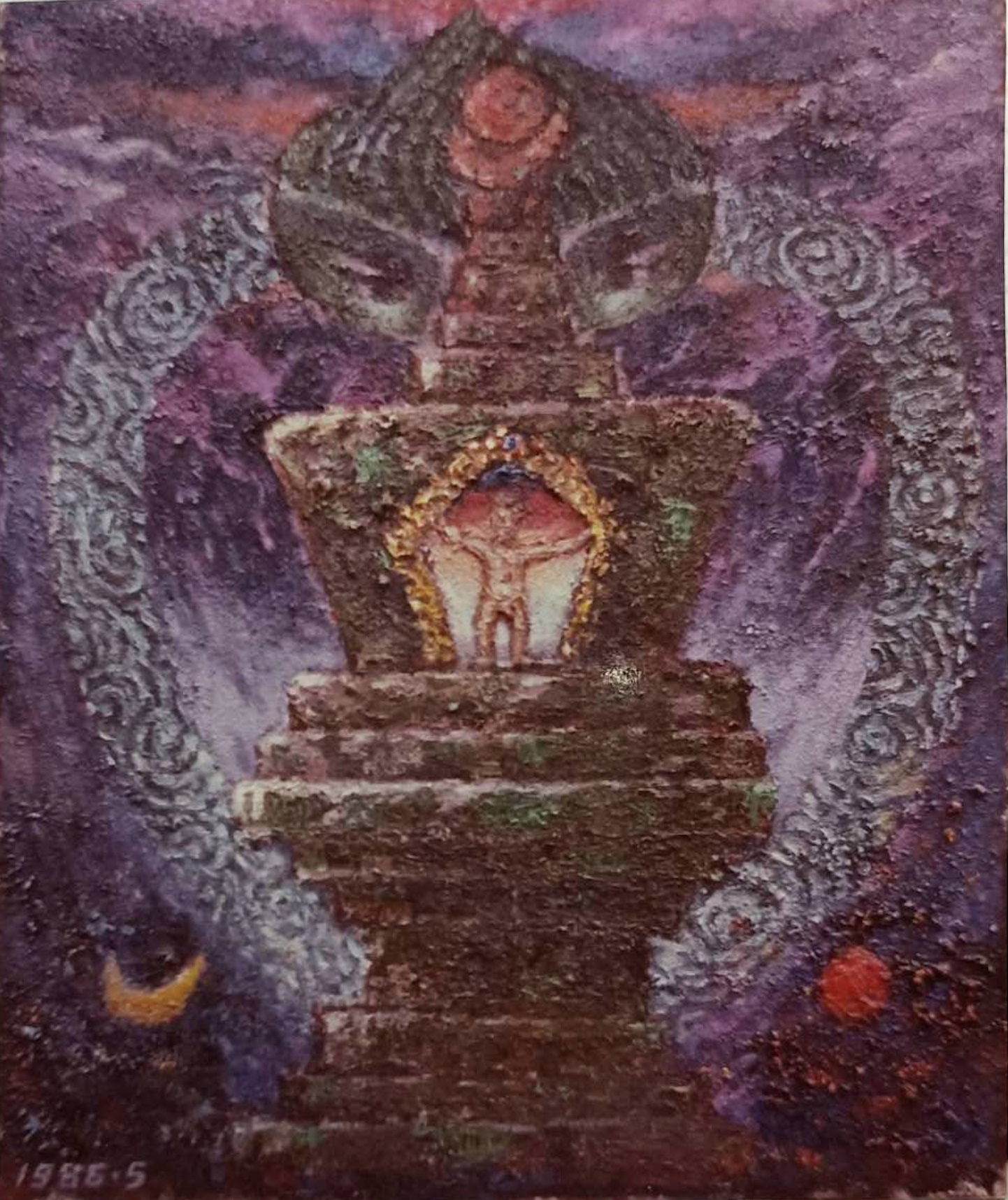
El nacimiento de Buda, óleo sobre papel, foto
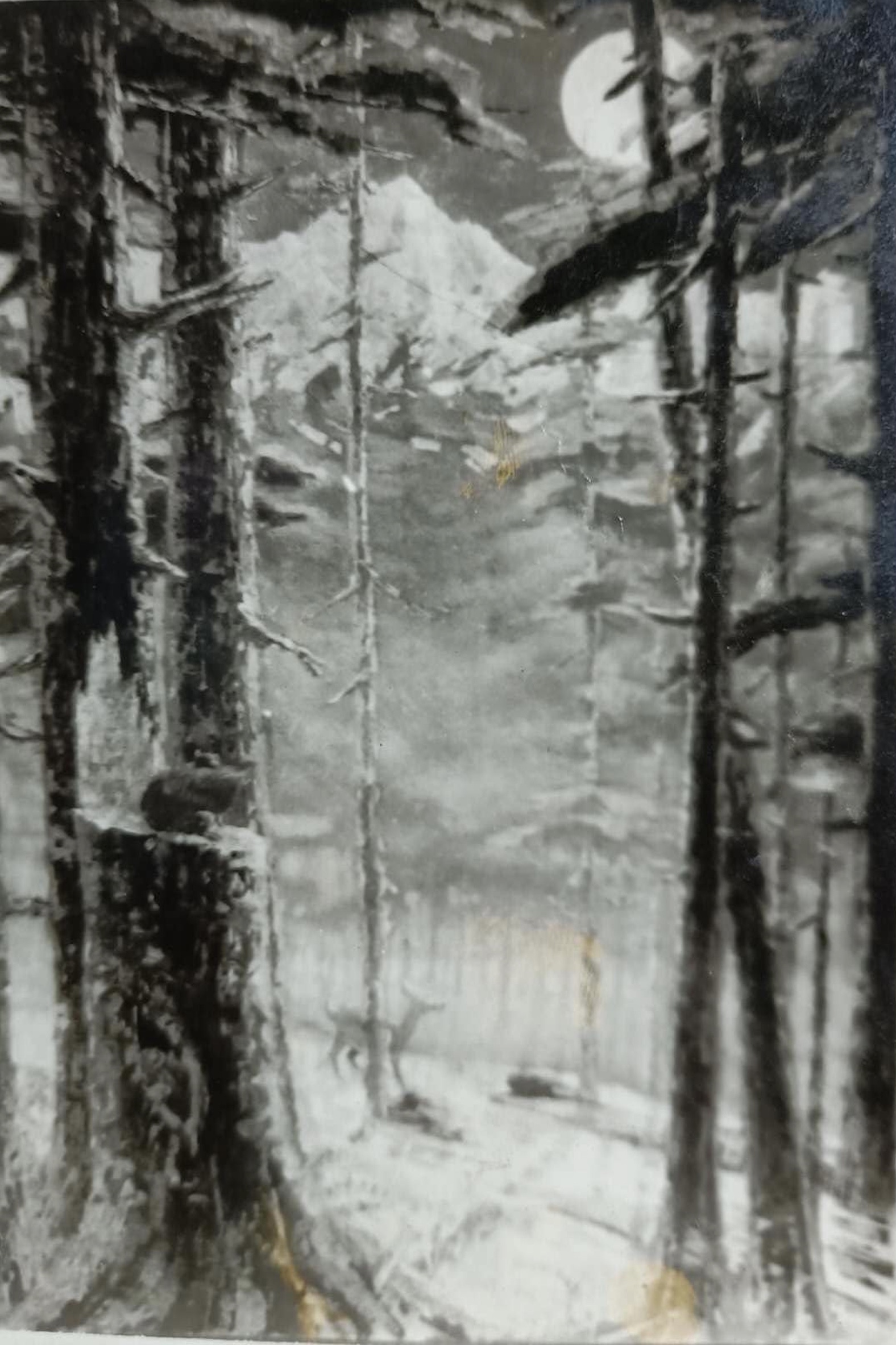
Noche iluminada por la luna, gouache, foto en blanco y negro